# Улињано (Сијена)
Улињано је насеље у Италији у округу Сијена, региону Тоскана.
Према процени из 2011. у насељу је живело 506 становника. Насеље се налази на надморској висини од 107 м.